# Успенский собор (Омск)
Успе́нский собо́р (Собор в честь Успения Пресвятой Богородицы и Приснодевы Марии) — православный храм  в Омске, находящийся в самом центре города на Соборной площади; кафедральный собор Омской митрополии и епархии Русской православной церкви. Во время гражданской войны был главным храмом Российского государства. Был разрушен коммунистами в 1935 году и восстановлен в начале XXI века на средства, собранные горожанами.

## История

### Собор XIX века
В конце XIX века было принято решение на средства, собранные для расширения Воскресенского собора в Омске, построить храм в центре города, на месте бывшей городской рощи. Первоначально предполагалось, что это будет храм Вознесения, но в 1895 году, после создания в Омске православной епархии, было решено назвать собор Успенским кафедральным.
Архитектор Эрнест Виррих взял за основу проект Санкт-Петербургского храма Спаса на Крови 1894 года, выполненный Альфредом Парландом. При этом собор в Омске стал не копией, а переработкой архитектурного решения, что в храмовом зодчестве было обычным явлением.
Строительство было начато 16 июля 1891 года. Первый камень в основание собора заложил путешествовавший по стране цесаревич Николай Александрович, будущий российский император Николай II.
Первоначально руководил проектом инженер Клементий Лешевич. После его отъезда, с 14 октября 1897 года руководство принял областной инженер Андрей Эйнарович. В реализации проекта принимали участие архитекторы М. И. Шухман и Н. Е. Вараксин.
Храм строился на месте бывшей городской рощи, между улицами Тарской, Казнаковской и Александровской.
По свидетельству документов того времени, в строительстве храма были заинтересованы все. Так, сохранилась информация о сборе средств на колокола Успенского собора:
По всей губернии на помощь в строительстве храма прихожане собирали стреляные гильзы. 874 пуда продали фирме Вогау и К за 7105 рублей 75 копеек, а 34 пуда гильз и медный котёл отправили во Владимирскую губернию на имя „Товарищества Кольчугина“ на отливку 9 колоколов. Всего на сооружение и украшение храма было израсходовано 125 000 рублей.
С 1897 года при соборе существовало Общество хоругвеносцев, которое возглавлял староста собора Степан Волков (купец). Общество пожертвовало собору несколько богатых хоругвей и средства для устройства школы при храме. В том же году при соборе открылась церковно-приходская школа.
9 сентября 1898 года первый епископ Омский Григорий освятил собор. К 1900 году количество прихожан Успенского собора составляло 3144 мужчины и 1775 женщин.
В 1902 году вокруг собора был разбит сад, названный впоследствии Архиерейским.
8 сентября 1905 года в Омск прибыл Иоанн Кронштадтский, который служил в Успенском соборе литургию, благословив омичей и отчитав проповедь.
С начала 1910-х годов в саду рядом с собором были открыты детские площадки, на которых с детьми занимались педагоги.

26 августа 1912 года в Омске широко отмечался столетний юбилей Отечественной войны 1812 года. В Успенском соборе была совершена литургия и панихида по императору Александру I, затем на площади перед храмом прошёл торжественный молебен. 

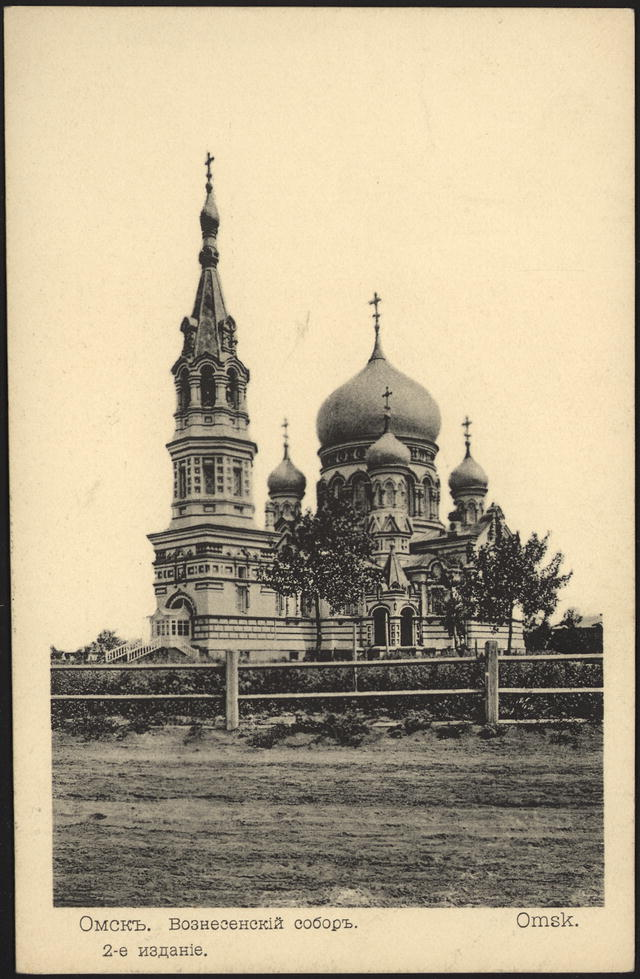
Собор на почтовой открытке 1905 года

21 февраля 1913 года в соборе был отслужен молебен в честь 300-летия дома Романовых. После богослужения состоялся крестный ход и церковный парад.
В 1915 году Степное общество садоводов распланировало и возвело рядом с собором новый сквер в стиле модерн.
10 марта 1917 года революционеры устроили праздник по случаю свержения самодержавия на площади у Успенского собора. Начались гонения на православие.
В феврале 1918 года принят «Декрет об отделении церкви от государства и школы от церкви». Большевики потребовали передать в их распоряжение здания, дела и имущество Омской духовной консистории и Архиерейского дома для размещения своих учреждений. После одной из служб на площади у Успенского собора начался митинг прихожан, которых тут же разогнали солдаты. На следующий день красногвардейцы не пустили людей в храм. 4 февраля 1918 года был устроен крестный ход. В ночь с 5 на 6 февраля начались аресты служителей церкви. Убиты келейник и эконом Успенского собора.
3 апреля 1919 года архиепископ Сильвестр возглавил крестный ход от Успенского собора к дому Верховного правителя России адмирала Александра Колчака.
После установления советской власти архиепископа Сильвестра расстреляли 6 февраля 1920 года. Храм передали «обновленцам» (представителям православной церкви, лояльно относившимся к большевикам). Но с 1923 года службы в храме прекратились окончательно. Здание, переданное советским властям, долгое время пустовало.
В 1933 году с собора сняли колокола и переплавили «на нужды индустриализации страны». В 1934 году всю церковную утварь передали в созданный Музей атеизма и впоследствии «утеряли». Вскоре омское партийное руководство решило перестроить собор в оперный театр. Создали комиссию по обследованию акустики собора под руководством А. Лебедева. Акустику признали неудовлетворительной.

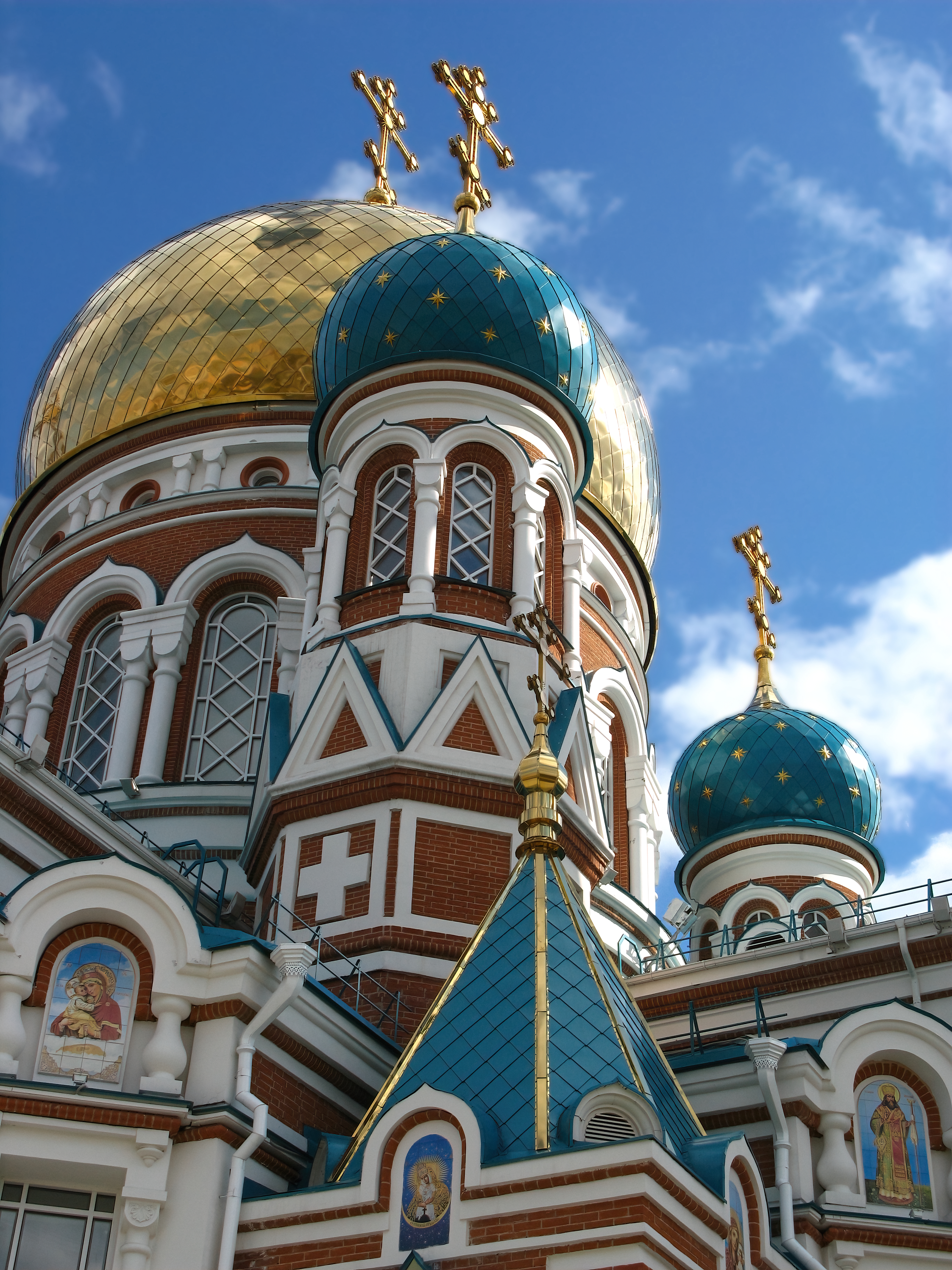

17 февраля 1935 года по предложению начальника Омского НКВД Салыня на заседании президиума Омского областного исполнительного комитета Советов РК и КД было принято решение о сносе здания. В том же году храм был взорван. Предполагалось использовать кирпичи собора для нового здания областного НКВД, но после взрыва они были непригодны для строительства. Примечательно, что останки храма существовали ещё долгое время (так, на сохранившейся в фотофонде Государственного архива Омской области фотографии видно, что алтарная стена с росписями устояла). Развалины разбирали заключённые внутренней тюрьмы НКВД.
В том же году вокруг был разбит сквер. Место назвали «Сад пионеров» (в честь расположенного рядом, в бывшей губернаторской резиденции, Дворца пионеров). С 1949 года на месте бывшего собора каждый год стали устанавливать городскую ёлку и «зимний городок».

### Собор XXI века

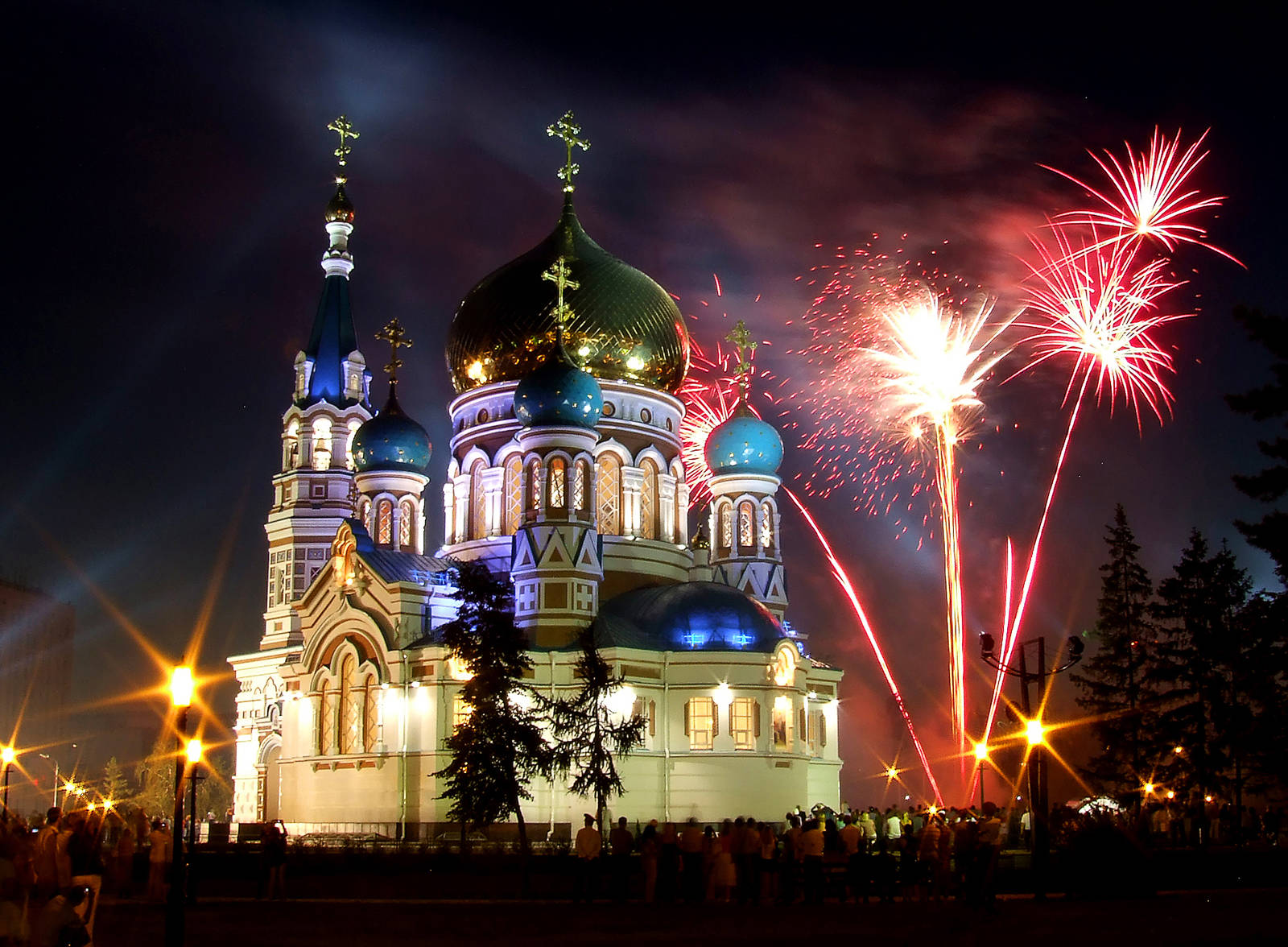
Собор после воссоздания. Ночная подсветка.

Вскоре в саду соорудили декоративный пруд. В 1996 году установили фонтан. В 1999 году на месте бывшего собора устанавили поклонный крест.
11 июля 2005 года правительство Омской области приняло решение воссоздать Успенский собор, как памятник истории и культуры Омского Прииртышья. Начинаются строительные работы. Подрядчиками стали НПО «Мостовик» и компания «Агростройкомплект». Купола отливали мастера города Каменск-Уральский. Отделочный и фигурный кирпич из особой красной глины завезли из Прибалтики. Иконостас создан сибирским художником Г. Адаевым.
При раскопках фундамента взорванного собора археологи обнаружили захоронение архиерея Сильвестра. В потайной комнате под притвором Николая Чудотворца были найдены иконы, а также останки тела священника, принадлежность которых подтверждена результатами экспертизы.
На месте раскопок (а впоследствии и строительства) начинаются регулярные службы и крестные ходы, которые лично проводил митрополит Омский и Тарский Феодосий.
14 октября 2005 года состоялась церемония закладки первого камня в основание нового собора.
14 января 2006 года началось возведение кирпичных стен. В июле того же года были освящены 13 колоколов (общим весом в 5,5 тонны). В канун Рождества, 6 января 2007 года, колокола впервые зазвучали на новой колокольне.
30 марта 2007 года был поднят главный купол собора. 16 апреля на нём установлен крест.
31 мая 2007 года были установлены керамические иконы, которые стали главным украшением внешних стен храма. 2 июля начался монтаж иконостаса.

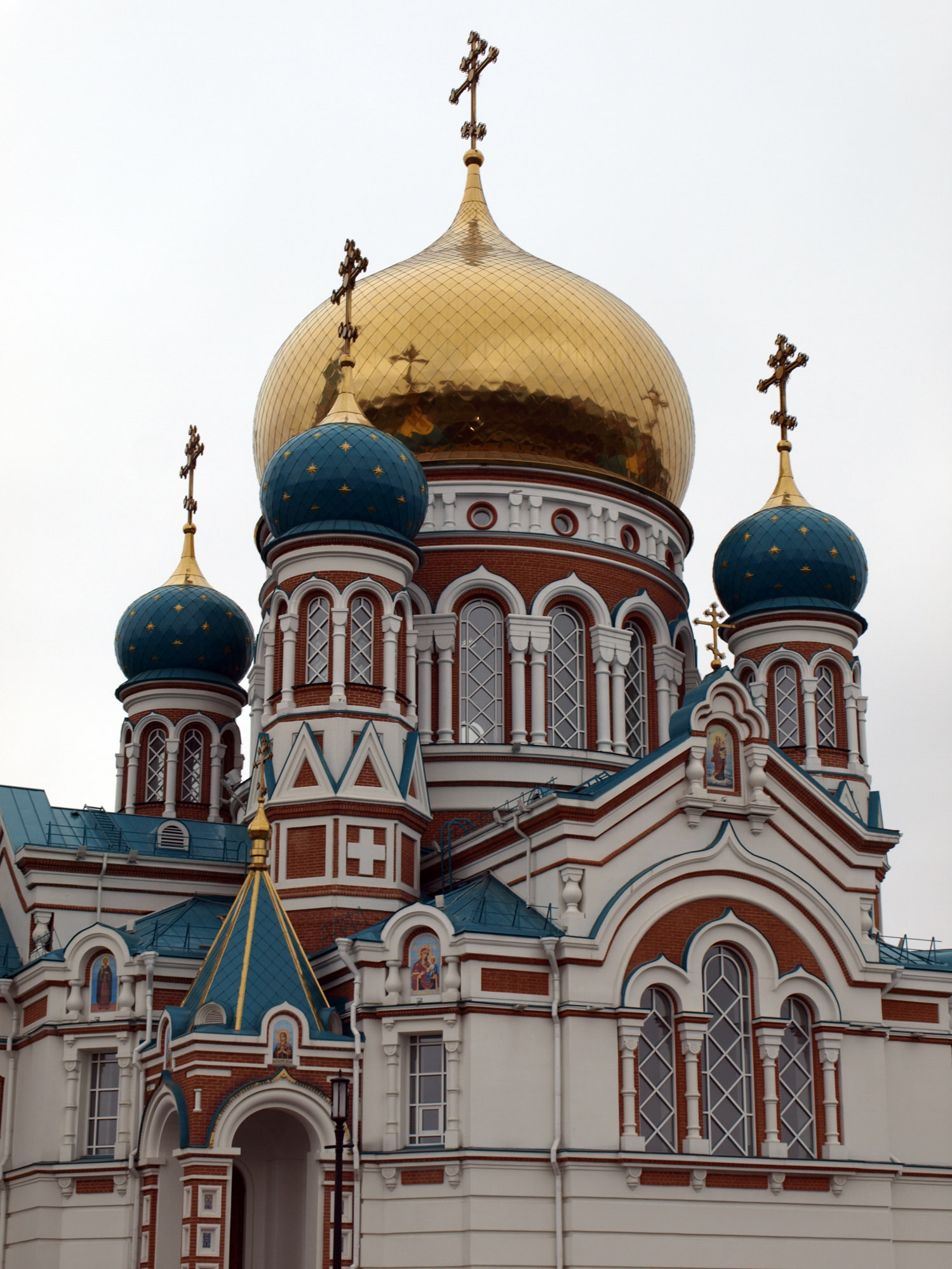
Успенский кафедральный собор в наши дни

Новый Успенский собор был торжественно освящён 15 июля 2007 года. В праздничных мероприятиях, посвящённых открытию собора, приняли участие солисты Большого театра В. Маторин, Т. Ерастова и А. Захаров, кинорежиссёр Н. Михалков, артисты В. Талызина, Д. Певцов, С. Захаров, Т. Гвердцители, Н. Бабкина. После концерта, в котором приняли участие более 800 артистов со всей России, состоялся грандиозный фейерверк.
Правительство Омской области выступило с предложением переименовать площадь рядом с собором. 14 августа 2007 года площади, которая до этого называлась просто «площадью у Законодательного собрания» официально присвоено название «Соборная площадь». Решение о присвоении наименования было единогласно одобрено всеми 27 присутствовавшими на заседании депутатами городского собрания. Теперь это — достопримечательность города. На площади проходят все главные праздники и торжественные мероприятия.
25 февраля 2009 года в соборе установлена рака с мощами новомученика Сильвестра. Мощи доступны для поклонения.
Успенский собор считается уникальным историческим памятником, входящим в число крупнейших достопримечательностей России. Внесён в каталог мировой храмовой культуры. Собор находится в областной собственности и взят под охрану государства.
Для подсветки собора и прилегающей территории в ночное время была написана своеобразная световая партитура, задействованы более ста светильников, окрашивающих храм в голубой и белый тона и максимально подчёркивающих его красоту и величие.
В нижней части храма предполагается открыть музей. Здесь будут выставлены экспонаты, найденные археологами при раскопках (архитектурные детали внутреннего убранства храма, старинные монеты, стеклянные флаконы, церковное облачение, иконы и даже первый закладной камень). В газете «Омская правда» планами поделился директор Музея просвещения Игорь Скандаков:
«При поиске фундамента обнаружилось, что под собором находилась пещерная церковь, под северным приделом. Две комнаты, в одной из которых было какое-то хранилище, а в другой — кухня. Мы сохранили киот, остатки стен в месте захоронения Сильвестра. Сознательно сохранили кирпичные стены, которые идут точно по контуру храма. Здесь обязательно надо сделать музей, это будет интересно и познавательно для омичей. Такая связь времен: из века девятнадцатого в век двадцать первый…»

## Описание

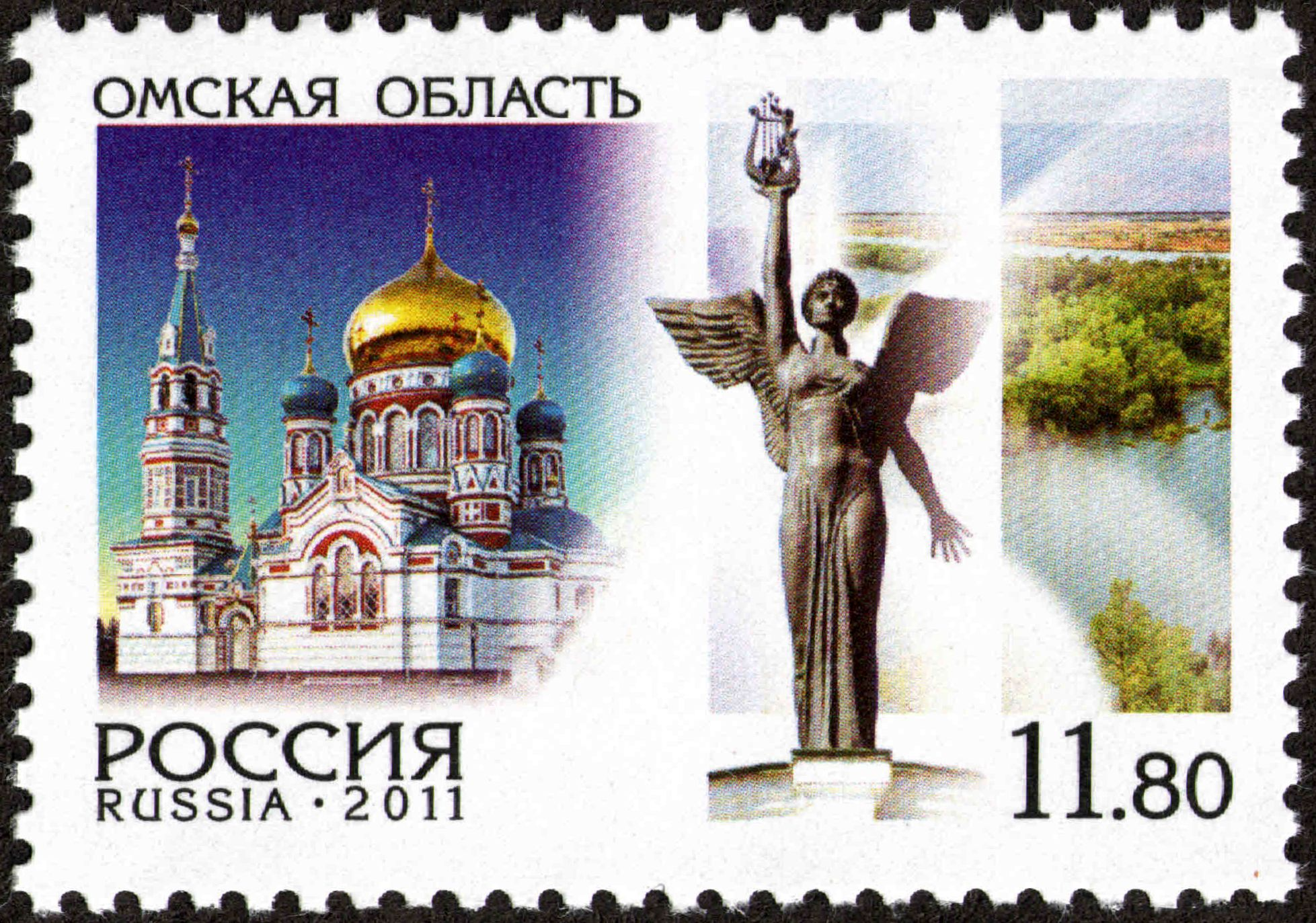
Успенский кафедральный собор (почтовая марка 2011 года)

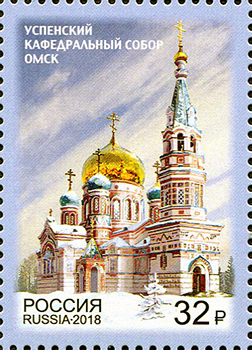
Успенский кафедральный собор на почтовой марке России 2018 года.

Сохранилось детальное описание собора XIX века (в 2007 году храм был восстановлен по фотографиям, и не во всех деталях повторяет оригинал). Площадь собора составляла 1518 м², высота колокольни до подкрестного яблока — 44 метра, высота креста — 3 метра, диаметр купола — 15 метров.
В то время церковь имела сложное объёмно-планировочное решение с сохранением традиционной композиции: алтарь, средняя часть храма, трапезная и притвор с колокольней. Церковь была установлена на высокий цокольный этаж, выполнена из кирпича (в строительстве использовались 30 видов лекального кирпича разных цветов).
Архитектурное решение — крестообразное в разрезе. Пятиглавие представляет собой шлемовидные купола, возвышающиеся на цилиндрических башнях-барабанах, прорезанных арочными окнами. Над алтарём имеется пятигранная конха. Кровля трапезной двускатная.
Над куполом установлен восьмигранный фонарь с окнами и пилястрами на углах. На колокольне такой же фонарь с пояском (перехватом) вверху. Главы установлены на куполе, алтаре, приделе и колокольне. Кресты восьмиконечные.
К сожалению, до наших дней не сохранились образцы убранства храма. Известно лишь, что декоративные узорочья повторяли образцы московского зодчества XVII века. В цокольной части здания применена рустика. В качестве украшений использованы ниши, поребрик, лопатки, сложные карнизы в несколько ярусов. Полуциркульные окна оформлены наличниками, на первом этаже заключены в металлические решётки.
Колокольня трёхъярусная, с прямоугольными оконными проёмами. Ярус звона восьмигранный, с арочными проёмами, завершается килевидным покрытием.
Расписывал храм художник Емцов. Иконостас со всеми иконами был выполнен в мастерской екатеринбургского купца А. П. Кожевникова.

## Святыни
Почитаемым образом собора XIX века была икона святой и благоверной княгини Анны Кашинской с частицами мощей святой.
В 1913 году епископ Андроник (Никольский) обновил омский иконостас новгородскими иконами. В Омск были переправлены списки чудотворных икон: Тихвинская икона Божией матери, иконы великомученицы Варвары и преподобной Евфросинии Полоцкой, освящённые на мощах святых и заключающие в себе их частицы.
Основная святыня собора XXI века — найденные при раскопках мощи архиепископа Сильвестра, канонизированного Московской патриархией в ноябре 1998 года как новомученика Российского. С 2018 года, в соответствии с уточнёнными данными Синодальной комиссии по канонизации святых, архиепископ Омский Сильвестр (Ольшевский) именуется священноисповедником. Кроме того, митрополит Климент передал собору образ Казанской иконы Божией Матери с личной подписью благословением патриарха Алексия II.
Губернатор Омской области Леонид Полежаев, по инициативе которого был восстановлен храм, передал в дар собору Евангелие, на котором приносил клятву на церемонии вступления в должность главы региона.

## Духовенство
- Настоятель собора — Митрополит Дионисий (Порубай)
- Протоиерей Василий Вивчар
- Протоиерей Валерий Желтовский
- Протоиерей Алексий Конопацкий
- Иерей Олег Ганженко
- Иерей Константин Беспалов
- Иерей Максим Петров
- Иерей Михаил Морозов
- Диакон Василий Терехин
- Диакон Игорь Свинцов
- Диакон Святослав Елисеев
- Диакон Иоанн Кузякин[9]

## Персоналии
- Виррих Э. Ф. — архитектор

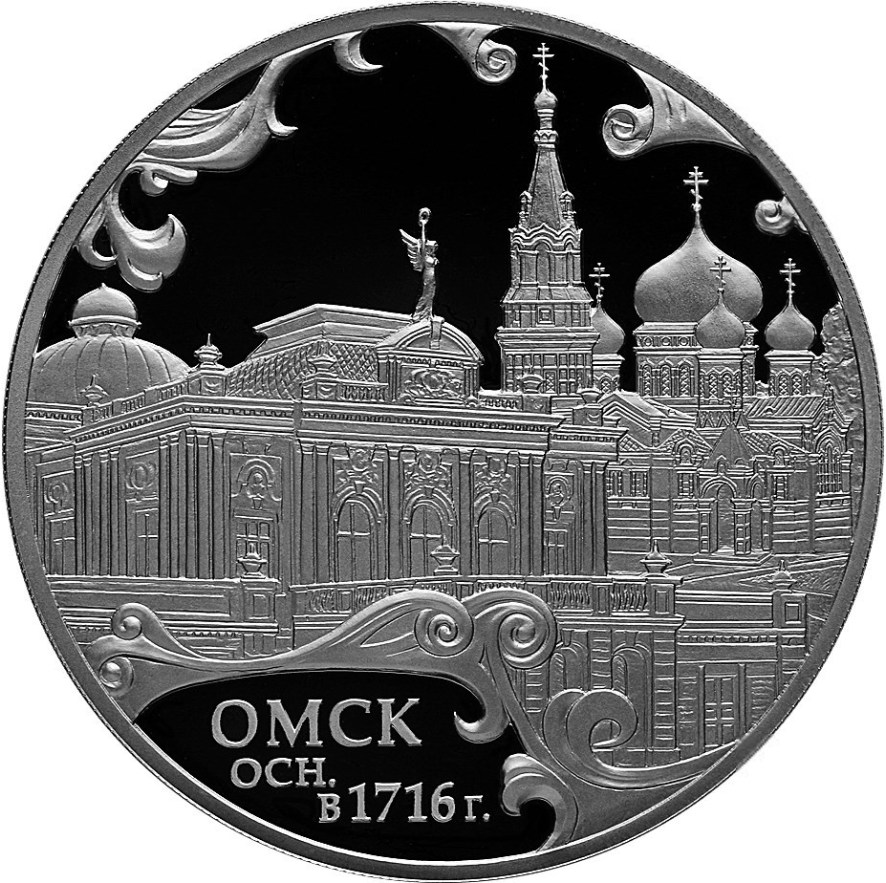
Памятная монета Банка России

- Лешевич К. А. — первый руководитель строительства храма
- Эйнарович А. С. — руководитель строительства храма
- Емцов (имя и отчество не сохранились) — художник, выполнивший роспись первого храма
- Кожевников А. П. — екатеринбургский купец, в мастерской которого был изготовлен иконостас храма
- Недосеков К. Л. — протоиерей, первый настоятель собора
- Скальский К. Ф. — ключарь собора, основатель и непременный советник Омского епархиального Братства, почётный член Омского епархиального училищного совета. Основатель и редактор «Омских епархиальных ведомостей».
- Спасский Х. И. — священник храма в 1895—1900 годах
- Соловьёв А. И. — протоиерей, настоятель и священник храма с 1911 года. Обладатель жалованного наперсного креста и Ордена Святой Анны III степени.
- Ястребов В. — ключарь и протоиерей храма в 1911 году
- Булатов Ф. — священник храма в 1911 году
- Бирюков М. А. — протоиерей, священник храма с 1911 года. Имел награды: камилавку, наперсный крест и орден Святой Анны III степени
- Авессаламов С. — священник храма
- Замараев Е. — священник храма
- Александров Д. П. — ключарь и протоиерей храма с 1912 года. Имел награды: камилавку, наперсный крест и ордена Святой Анны II и III степени
- Вартминский Н. П. — протодиакон с 1 июня 1913 года
- Громов А. — дьякон
- Васильевский А. И. — дьякон с 1909 года
- Кергесар В. А. — дьякон с 1911 года
- Прушинский П. — дьякон с 1914 года
- Симонов И. Г. — дьякон с 1912 года
- Никифоров И. И. (епископ Иннокентий) — священник с 1899 по 1937 годы. Осуждён тройкой при НКВД СССР и расстрелян
- Голосов Г. В. (епископ Гавриил) — священник храма, автор трудов по православию, почётный член Духовной академии
- Епископ Андроник (Никольский) — священник 1913—1914 годов. Арестован в 1918 году и, по свидетельствам очевидцев, живым закопан в землю[1]
- Сильвестр (Ольшевский) — архиепископ Омский и Павлодарский с 1915 по 1919 годы. Арестован большевиками, подвергнут жестоким пыткам, от которых погиб в остроге.
- Михайлов М. Д. — протодьякон собора в 1919—1920 годах, впоследствии солист оперы, бас, народный артист СССР
- Адаев Г. — художник, выполнивший роспись иконостаса нового храма
- Полежаев Л. К. — губернатор Омской области, принявший решение о восстановлении Успенского собора в XXI веке
- Шишов О. В. — директор НПО «Мостовик», руководивший восстановлением храма в 2005—2007 годах
- Малиновская Т. — архитектор, автор проекта восстановления храма в 2005—2007 годах
- Мизёв Александр Васильевич. Автор проекта иконостаса. г. Сергиев Посад. 2001—2002 гг.[10]

## Средства на строительство

### XIX век
Первые средства на строительство храма были собраны прихожанами на расширение Воскресенского собора. Кроме того, были вложены государственные средства и личные пожертвования императора Николая II. Святейший Синод покрыл недостающую сумму.
В 1898 году Государственное Казначейство выделило ещё 10000 рублей на внешнюю и внутреннюю отделку церкви. Император послал 5000 рублей лично. Кроме того, им был позднее передан для собора комплект высокоценной непрестольной утвари.
В общей сложности на сооружение и украшение храма в те годы было потрачено 125 000 рублей.

### XXI век
Попечительский совет возрождаемого собора возглавил лично губернатор Омской области Л. Полежаев. Только за два года пожертвования прихожан омских церквей на строительство Успенского собора составили несколько десятков миллионов рублей.

#### Попечительский совет
В состав Попечительского совета, следившего за возрождением храма в 2005—2007 годах вошли:
- Полежаев, Леонид Константинович. Губернатор Омской области, председатель Попечительского совета
- Адабир, Анатолий Николаевич. Секретарь Политсовета Омского регионального отделения политической партии «Единая Россия», глава администрации Октябрьского округа г. Омска
- Беляев, Александр Николаевич. Директор ООО НПО «Мир»
- Березовский, Владимир Александрович. Генеральный директор ФГУП ОПО «Иртыш»
- Варнавский, Владимир Алексеевич. Председатель Законодательного собрания Омской области
- Геринг, Геннадий Иванович. Ректор Омского государственного университета им. Ф. М. Достоевского
- Кивич, Александр Александрович. Депутат Омского городского Совета, президент предприятий пищевой и перерабатывающей промышленности Омской области, генеральный директор ОАО «Омский бекон»
- Козлова, Наталья Константиновна. Председатель правления Омской областной общественной организации «Центр славянских традиций»
- Кокорин, Валерий Михайлович. Генеральный директор некоммерческого партнерства строительных и торговых организаций «Агростройкомплект»
- Процюк, Игорь Иванович. Митрополит Омский и Тарский Феодосий.
- Путинцев, Виталий Петрович. Президент Омского областного Союза предпринимателей
- Радул, Владимир Владимирович. Министр культуры Омской области
- Сватков, Борис Семёнович. Президент Союза деловой торговли г. Омска и Омской области, генеральный директор ОАО ВЭК «Омтор»
- Степанов, Валерий Николаевич. Председатель комитета по собственности Законодательного собрания Омской области, президент ОАО «Омскпромстройбанк»
- Третьяков, Александр Георгиевич. Председатель комитета по образованию, культуре и молодёжной политике Законодательного собрания Омской области
- Тряпицина, Ирина Геннадьевна. Президент Фонда социальной поддержки детей-сирот «Дорога в жизнь», директор государственного предприятия Омской области «Омский центр технической инвентаризации и землеустройства»
- Фролова, Наталья Константиновна. Первый заместитель Председателя Правительства Омской области, Министр финансов Омской области
- Царёва Раиса Николаевна. Директор государственного учреждения культуры Омской области «Омская государственная областная научная библиотека имени А. С. Пушкина», председатель совета Омской региональной общественной организации «Общественная коалиция Омской области»
- Шишов, Олег Владимирович. Председатель комитета финансовой и бюджетной политики Законодательного собрания Омской области, директор НПО «Мостовик»
- Шрейдер, Виктор Филиппович. Мэр г. Омска

## Прочие сведения
Причисленный к лику святых новомучеников и исповедников архиерей Сильвестр стал первым канонизированным омским святым за всю историю Омско-Тарской епархии.
4 апреля 2005 года стартовал выставочный проект «Успенский собор: с верой в будущее». Он был посвящён истории собора и был показан в 12 районах Омской области. В посёлке Саргатское для показа экспозиции был специально построен дом в духе русского деревянного зодчества. Было показано более 300 предметов, найденных при раскопках, церковное облачение, уникальные фотографии и книги из фондов омских музеев.